# Nawaf al-Hazmi
Nawaf al-Hazmi (La Meca, Arabia Saudita, 9 de agosto de 1976 - Condado de Arlington, Virginia, Estados Unidos, 11 de septiembre de 2001) fue uno de los cinco (aparentes) secuestradores del vuelo 77 de American Airlines que se estrelló en El Pentágono como parte de los atentados del 11 de septiembre.
Su hermano menor, Salem al-Hazmi, fue otro secuestrador a bordo del mismo vuelo.

## Antecedentes
Nawaf nació en La Meca en Arabia Saudita. Viajó a Afganistán como un adolescente en 1993. Después de los atentados la cadena CNN afirmó que un conocido anónimo trasmitió "Una vez me dijo que su padre había tratado de matarlo cuando era un niño. Nunca me dijo por qué, pero tenía la cicatriz de un largo cuchillo en el antebrazo"
En 1995 él y su amigo de la infancia Khalid al-Mihdhar fueron a luchar con los musulmanes en la guerra de Bosnia. Después Nawaf regresó a Afganistán junto con su hermano Salem y Mihdhar.

## Ataques
La mañana del 11 de septiembre de 2001, Nawaf al-Hazmi tomó el vuelo 77 de American Airlines junto con Salem al-Hazmi y Khalid al-Mihdhar el cual secuestraron junto con otros dos secuestradores. El vuelo despegó a las 08:20 después de 10 minutos de retraso. El último mensaje proveniente de la cabina del vuelo 77 se escuchó a las 08:50:51. El avión fue estrellado contra El Pentágono. Nawaf junto con los otros 4 secuestradores y los 59 pasajeros que se encontraban en el avión murieron por el impacto junto con otras 125 personas que se encontraban en El Pentagóno.
- Datos: Q2297353
- Multimedia: Nawaf al-Hazmi / Q2297353